# Karl Meyer zu Hölsen
Karl Meyer zu Hölsen (* 28. August 1927 in Stemmen (Barsinghausen); † 16. Mai 2013 in Bad Salzuflen) war ein deutscher Sportschütze im Wurfscheibenschießen in der Disziplin Skeet.

## Leben und Karriere
Meyer zu Hölsen war Teilnehmer der Olympischen Spiele 1968 in Mexiko-Stadt und nahm am Skeet-Wettkampf teil; er belegte Platz 21 mit 189 von 200 geworfenen Wurfscheiben. Im selben Jahr wurde er bei den Europameisterschaften in Namur Vizeeuropameister im Einzelwettkampf und Europameister mit der Mannschaft, zu der unter anderem auch Konrad Wirnhier gehörte. Er wurde zweimal Deutscher Meister, dreimal Vizemeister und erhielt dreimal Bronze bei Deutschen Meisterschaften im Zeitraum von 1960 bis 1976.